# Aartsbisdom Sherbrooke
Het aartsbisdom Sherbrooke (Latijn: Archidioecesis Sherbrookensis) is een rooms-katholiek aartsbisdom met als zetel Sherbrooke, in Canada. De aartsbisschop van Sherbrooke is metropoliet van de kerkprovincie Sherbrooke, waartoe ook de volgende suffragane bisdommen behoren:
- Nicolet
- Saint-Hyacinthe

## Geschiedenis
Het aartsbisdom werd opgericht op 28 augustus 1874, als het bisdom Sherbrooke, uit delen van het aartsbisdom Quebec en de bisdommen Saint-Hyacinthe en Trois-Rivières, en was suffragaan aan het aartsbisdom Quebec. Op 10 mei 1887 veranderde het van kerkprovincie en werd suffragaan aan het aartsbisdom Montréal. Op 2 maart 1951 werd het verheven tot metropolitaan aartsbisdom. 

## Parochies
Het aartsbisdom had in 2020 een oppervlakte van 8.000 km2 en telde 332.800 inwoners waarvan 82,0% rooms-katholiek was.

## Ordinarii

### Bisschoppen
- Antoine Racine (1 september 1874 - 17 juli 1893)
- Paul-Stanislas La Rocque (6 oktober 1893 - 15 augustus 1926)
  - Hubert-Olivier Chalifoux (hulpbisschop: 30 september 1914 - 17 maart 1922)
- Alphonse-Osias Gagnon (23 juni 1927 - 12 februari 1941; hulpbisschop sinds 23 mei 1923)

### Aartsbisschoppen
- Philippe Sérvule Desranleau (12 februari 1941 - 28 mei 1952; coadjutor sinds 13 december 1937)
- Georges Cabana (28 mei 1952 - 7 februari 1968; coadjutor sinds 29 januari 1952)
- Louis Joseph Jean Marie Fortier (20 april 1968 - 1 juli 1996)
- André Gaumond (1 juli 1996 - 26 juli 2011; coadjutor sinds 16 februari 1995)
- Luc Cyr (26 juli 2011 - heden)

## Galerij van afbeeldingen

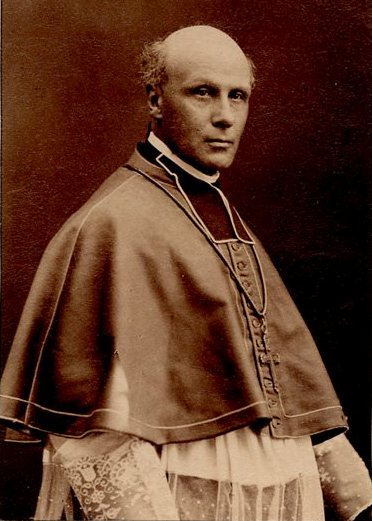
Bisschop Antoine Racine c. 1890
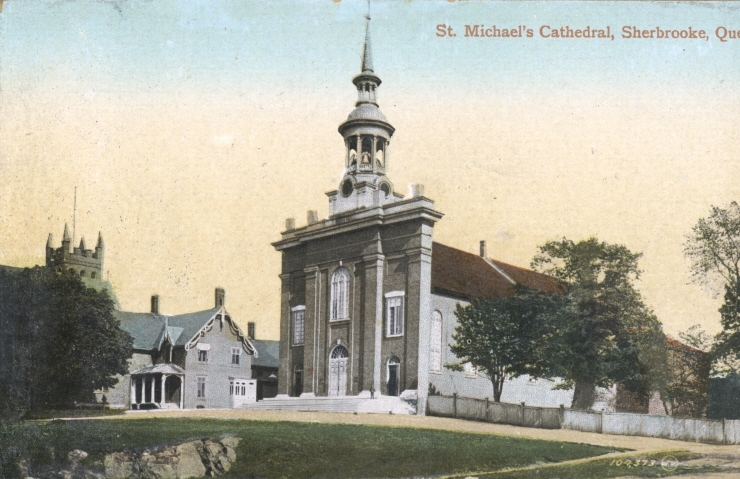
Voormalige kathedraal van Sherbrooke c. 1910
Kerkprovincie Sherbrooke op een kaart van de Canadese bisdommen

Sherbrooke (aartsbisdom) · Nicolet · Saint-Hyacinthe